# Campionati italiani assoluti di atletica leggera 2015
I CV campionati italiani assoluti di atletica leggera si sono tenuti a Torino, presso lo Stadio Primo Nebiolo, tra il 24 e il 26 luglio 2015. Sono stati assegnati 40 titoli italiani in altrettante specialità, al maschile e al femminile.
Durante la manifestazione si sono svolti anche i campionati italiani assoluti di prove multiple, che hanno visto l'assegnazione di ulteriori 2 titoli: uno nell'eptathlon e uno nel decathlon.

## Risultati

### Uomini
| Specialità                                                                              | Oro                                                                                     | Prestazione | Argento                                                                                            | Prestazione | Bronzo | Prestazione |
| Corse                                                                                   |                                                                                         |             | |             | |             |
| 100 m                                                                                   | Fabio Cerutti Gruppi Sportivi Fiamme Gialle                                             | 10"31       | Giovanni Galbieri Atletica Riccardi                                                                | 10"32       | Jacques Riparelli Centro Sportivo Aeronautica Militare                                                       | 10"34       |
| 200 m                                                                                   | Davide Manenti Centro Sportivo Aeronautica Militare                                     | 21"00       | Fausto Desalu Gruppi Sportivi Fiamme Gialle                                                        | 21"07       | Matteo Galvan Gruppi Sportivi Fiamme Gialle                                                                  | 21"24       |
| 400 m                                                                                   | Matteo Galvan Gruppi Sportivi Fiamme Gialle                                             | 46"11       | Davide Re Gruppi Sportivi Fiamme Gialle                                                            | 46"67       | Francesco Cappellin Centro Sportivo Aeronautica Militare                                                     | 46"75       |
| 800 m                                                                                   | Giordano Benedetti Gruppi Sportivi Fiamme Gialle                                        | 1'47"38     | Lukas Rifesser Centro Sportivo Esercito                                                            | 1'48"20     | Gabriele Bizzotto CUS Parma                                                                                  | 1'49"34     |
| 1500 m                                                                                  | Mohad Abdikadar Sheik Ali Centro Sportivo Aeronautica Militare                          | 3'42"79     | Soufiane El Kabbouri CUS Torino                                                                    | 3'43"46     | Marco Pettenazzo Atletica Città di Padova                                                                    | 3'44"05     |
| 5000 m                                                                                  | Marouan Razine Centro Sportivo Esercito                                                 | 13'50"87    | Said El Otmani Atletica Reggio                                                                     | 13'54"11    | Yassine Rachik Atletica Cento Torri Pavia                                                                    | 14'03"60    |
| 3000 m siepi                                                                            | Jamel Chatbi Atletica Riccardi                                                          | 8'30"35     | Giuseppe Gerratana Centro Sportivo Aeronautica Militare                                            | 8'40"35     | Ala Zoghlami CUS Palermo                                                                                     | 8'42"67     |
| 110 m hs                                                                                | Hassane Fofana Gruppo Sportivo Fiamme Oro                                               | 13"59       | Lorenzo Perini Centro Sportivo Aeronautica Militare                                                | 13"77       | Simone Poccia Atletica Studentesca CA.RI.RI.                                                                 | 14"01       |
| 400 m hs                                                                                | Leonardo Capotosti Gruppi Sportivi Fiamme Gialle                                        | 49"95       | Mario Lambrughi Atletica Vedano                                                                    | 50"20       | Eusebio Haliti Centro Sportivo Esercito                                                                      | 50"21       |
| Marcia 10 km                                                                            | Federico Tontodonati CUS Torino                                                         | 40'36"      | Leonardo Dei Tos Athletic Club 96                                                                  | 41'16"      | Massimo Stano Gruppo Sportivo Fiamme Oro                                                                     | 41'42"      |
| Staffetta 4×100 m                                                                       | Gruppi Sportivi Fiamme Gialle Fabio Cerutti Fausto Desalu Lorenzo Valentini Delmas Obou | 40"41       | Enterprise Sport & Service Giampaolo Ippolito Ciro Riccardi Gaetano Di Franco Massimiliano Ferraro | 40"61       | Associazione Sportiva La Fratellanza 1874 Mattia Cesari Freider Fornasari Simone Pettenati Tommaso Lazzarini | 40"96       |
| Staffetta 4×400 m                                                                       | Gruppi Sportivi Fiamme Gialle Michele Tricca Marco Lorenzi Lorenzo Valentini Davide Re  | 3'10"45     | Atletica Futura Roma Alessandro Galati Casimiro Sciscione Emanuele Grossi Mario Di Giambattista    | 3'12"05     | Pro Patria Milano Silvio Luis Voltolini Marco Lo Verme Roberto Severi Daniele Raimondi                       | 3'12"21     |
| Salti                                                                                   |                                                                                         |             | |             | |             |
| Salto in alto                                                                           | Marco Fassinotti Centro Sportivo Aeronautica Militare                                   | 2,30 m      | Andrea Lemmi Gruppi Sportivi Fiamme Gialle                                                         | 2,18 m      | Eugenio Meloni (San Marino) CUS Cagliari                                                                     | 2,14 m      |
| Salto con l'asta                                                                        | Claudio Stecchi Gruppi Sportivi Fiamme Gialle                                           | 5,50 m      | Alessandro Sinno Centro Sportivo Aeronautica Militare                                              | 5,35 m      | Marco Boni Centro Sportivo Aeronautica Militare                                                              | 5,20 m      |
| Salto in lungo                                                                          | Filippo Randazzo Pro Sport 85 Valguarnera                                               | 7,76 m      | Camillo Kaboré Centro Sportivo Carabinieri                                                         | 7,61 m      | Antonmarco Musso Atletica Oristano                                                                           | 7,58 m      |
| Salto triplo                                                                            | Fabrizio Donato Gruppi Sportivi Fiamme Gialle                                           | 16,91 m     | Stefano Magnini CUS Insubria                                                                       | 16,55 m     | Tobia Bocchi CUS Parma                                                                                       | 16,54 m     |
| Lanci                                                                                   |                                                                                         |             | |             | |             |
| Getto del peso                                                                          | Daniele Secci Gruppi Sportivi Fiamme Gialle                                             | 19,18 m     | Sebastiano Bianchetti Atletica Studentesca CA.RI.RI.                                               | 18,30 m     | Paolo Dal Soglio Centro Sportivo Carabinieri                                                                 | 17,64 m     |
| Lancio del disco                                                                        | Hannes Kirchler Centro Sportivo Carabinieri                                             | 60,25 m     | Giovanni Faloci Gruppi Sportivi Fiamme Gialle                                                      | 59,61 m     | Federico Apolloni Centro Sportivo Aeronautica Militare                                                       | 58,77 m     |
| Lancio del martello                                                                     | Marco Bortolato Gruppo Sportivo Fiamme Oro                                              | 70,85 m     | Simone Falloni Centro Sportivo Aeronautica Militare                                                | 70,14 m     | Marco Lingua Atletica Sandro Calvesi                                                                         | 70,01 m     |
| Lancio del giavellotto                                                                  | Roberto Bertolini Gruppo Sportivo Fiamme Oro                                            | 79,32 m     | Norbert Bonvecchio Atletica Trento                                                                 | 76,51 m     | Gianluca Tamberi Gruppi Sportivi Fiamme Gialle                                                               | 69,52 m     |
| record dei campionati; record nazionale; record personale; record personale stagionale. |                                                                                         |             | |             | |             |

### Donne
| Specialità                                                                              | Oro                                                                                            | Prestazione | Argento                                                                                 | Prestazione | Bronzo                                                                                           | Prestazione |
| Corse                                                                                   |                                                                                                |             |                                                                                         |             |                                                                                                  |             |
| 100 m                                                                                   | Gloria Hooper Gruppo Sportivo Forestale                                                        | 11"47       | Anna Bongiorni Gruppo Sportivo Forestale                                                | 11"57       | Giulia Riva Nuova Atletica Fanfulla Lodigiana                                                    | 11"58       |
| 200 m                                                                                   | Gloria Hooper Gruppo Sportivo Forestale                                                        | 23"48       | Giulia Riva Nuova Atletica Fanfulla Lodigiana                                           | 23"71       | Maria Benedicta Chigbolu Centro Sportivo Esercito                                                | 23"85       |
| 400 m                                                                                   | Libania Grenot Gruppi Sportivi Fiamme Gialle                                                   | 51"47       | Maria Benedicta Chigbolu Centro Sportivo Esercito                                       | 52"77       | Chiara Bazzoni Centro Sportivo Esercito                                                          | 53"05       |
| 800 m                                                                                   | Marta Zenoni Atletica Bergamo 1959 Creberg                                                     | 2'04"18     | Irene Baldessari Centro Sportivo Esercito                                               | 2'04"49     | Joyce Mattagliano Atletica Brugnera Friulintagli                                                 | 2'04"91     |
| 1500 m                                                                                  | Margherita Magnani Gruppi Sportivi Fiamme Gialle                                               | 4'19"29     | Gloria Tessaro Atletica Vicentina                                                       | 4'20"98     | Elisa Bortoli Atletica Brescia 1950                                                              | 4'22"04     |
| 5000 m                                                                                  | Silvia Weissteiner Gruppo Sportivo Forestale                                                   | 16'03"55    | Valentina Costanza Centro Sportivo Esercito                                             | 16'11"68    | Silvia La Barbera Gruppo Sportivo Forestale                                                      | 16'15"43    |
| 3000 m siepi                                                                            | Valeria Roffino Gruppo Sportivo Fiamme Azzurre                                                 | 10'07"23    | Francesca Bertoni AS La Fratellanza 1874                                                | 10'13"96    | Martina Merlo Centro Sportivo Aeronautica Militare                                               | 10'18"13    |
| 100 m hs                                                                                | Giulia Tessaro Gruppo Sportivo Fiamme Oro                                                      | 13"14       | Giulia Pennella Centro Sportivo Esercito                                                | 13"21       | Giada Carmassi Atletica Brugnera Friulintagli                                                    | 13"41       |
| 400 m hs                                                                                | Yadisleidy Pedroso Centro Sportivo Aeronautica Militare                                        | 55"96       | Francesca Doveri Centro Sportivo Esercito                                               | 57"44       | Ilaria Vitale Libertas Friul Palmanova                                                           | 58"08       |
| Marcia 10 km                                                                            | Elisa Rigaudo Gruppi Sportivi Fiamme Gialle                                                    | 43'08"      | Valentina Trapletti Bracco Atletica                                                     | 45'51"      | Federica Curiazzi Atletica Bergamo 1959 Creberg                                                  | 47'39"      |
| Staffetta 4×100 m                                                                       | Gruppo Sportivo Forestale Giulia Latini Martina Giovanetti Giulia Arcioni Anna Bongiorni       | 44"59       | Centro Sportivo Esercito Ilenia Draisci Jessica Paoletta Giulia Pennella Irene Siragusa | 45"28       | Bracco Atletica Sabrina Galimberti Marta Maffioletti Sara Balduchelli Annalisa Spadotto Scott    | 46"49       |
| Staffetta 4×400 m                                                                       | Centro Sportivo Esercito Maria Benedicta Chigbolu Marta Milani Irene Baldessari Chiara Bazzoni | 3'35"40     | Bracco Atletica Giulia Alberti Beatrice Mazza Flavia Battaglia Marta Maffioletti        | 3'40"18     | Pro Patria A.R.C. Busto Arsizio Giulia Teruzzi Virginia Troiani Serena Troiani Alexandra Troiani | 3'41"21     |
| Salti                                                                                   |                                                                                                |             |                                                                                         |             |                                                                                                  |             |
| Salto in alto                                                                           | Desirée Rossit Gruppo Sportivo Fiamme Oro                                                      | 1,86 m      | Elena Vallortigara Gruppo Sportivo Forestale                                            | 1,84 m      | Anna Pau Atletica Prato                                                                          | 1,78 m      |
| Salto con l'asta                                                                        | Sonia Malavisi Gruppi Sportivi Fiamme Gialle                                                   | 4,30 m      | Roberta Bruni Gruppo Sportivo Forestale                                                 | 4,25 m      | Giulia Cargnelli Gruppo Sportivo Forestale                                                       | 4,15 m      |
| Salto in lungo                                                                          | Martina Lorenzetto CUS Pisa Atletica Cascina                                                   | 6,49 m      | Giulia Liboà Atletica Mondovì                                                           | 6,26 m      | Elisa Zanei Gruppo Sportivo Valsugana Trentino                                                   | 6,16 m      |
| Salto triplo                                                                            | Ottavia Cestonaro Gruppo Sportivo Forestale                                                    | 13,76 m     | Simona La Mantia Gruppi Sportivi Fiamme Gialle                                          | 13,66 m     | Eleonora D'Elicio Gruppo Sportivo Fiamme Azzurre                                                 | 13,55 m     |
| Lanci                                                                                   |                                                                                                |             |                                                                                         |             |                                                                                                  |             |
| Getto del peso                                                                          | Chiara Rosa Gruppo Sportivo Fiamme Azzurre                                                     | 17,33 m     | Julaika Nicoletti Gruppo Sportivo Forestale                                             | 16,05 m     | Monia Cantarella Atletica Studentesca CA.RI.RI.                                                  | 14,50 m     |
| Lancio del disco                                                                        | Stefania Strumillo Atletica 2005                                                               | 56,37 m     | Valentina Aniballi Centro Sportivo Esercito                                             | 56,35 m     | Valentina D'Urzo Atletica Studentesca CA.RI.RI.                                                  | 52,72 m     |
| Lancio del martello                                                                     | Silvia Salis Gruppo Sportivo Fiamme Azzurre                                                    | 67,51 m     | Elisa Palmieri Centro Sportivo Esercito                                                 | 67,03 m     | Micaela Mariani CUS Pisa Atletica Cascina                                                        | 65,65 m     |
| Lancio del giavellotto                                                                  | Sara Jemai Centro Sportivo Esercito                                                            | 56,39 m     | Zahra Bani Gruppo Sportivo Fiamme Azzurre                                               | 52,31 m     | Ilaria Casarotto Atletica Vicentina                                                              | 50,00 m     |
| record dei campionati; record nazionale; record personale; record personale stagionale. |                                                                                                |             |                                                                                         |             |                                                                                                  |             |

### Campionati italiani di prove multiple
| Specialità                                                                              | Oro                                               | Prestazione | Argento                                                    | Prestazione | Bronzo                                          | Prestazione |
| Decathlon (uomini)                                                                      | Simone Cairoli Atletica Lecco Colombo Costruzioni | 7482 p.     | Gianluca Simionato Nuova Atletica Fanfulla Lodigiana       | 7222 p.     | Roberto Paoluzzi Atletica Studentesca CA.RI.RI. | 6661 p.     |
| Eptathlon (donne)                                                                       | Federica Palumbo Unione Sportiva Sangiorgese      | 5385 p.     | Sara Elena Bianca Bazzi Atletica Lecco Colombo Costruzioni | 4985 p.     | Eleonora Ferrero CUS Genova                     | 4794 p.     |
| record dei campionati; record nazionale; record personale; record personale stagionale. |                                                   |             |                                                            |             |                                                 |             |